# 青柳剛
青柳 剛（あおやぎ ごう、1980年6月15日 - ）は、日本の空手家。大阪府堺市出身。京都西高等学校（現京都外大西高等学校）卒業。
立命館大学入学後、遊びと喧嘩に明け暮れ不祥事を起こし空手部廃部、除名される。

## 来歴
二卵性双生児として誕生したが2000グラムの未熟児だった。
生まれつき体が弱く、それが逆に空手の道に入るいいきっかけとなった。
父親が空手の師範として指導に当たっていた関係もあり、体を鍛える意味で三歳の時に初めて道着に袖をとおす。
小学校三年から何度も全国大会優勝経験をしている。
小・中学は野球少年でホームラン賞を獲る程の強打者で有名高校からもスカウトされるほどだった。
体も大きく地元のガキ大将だった彼を変えたのが名門京都西高校空手部の尾之上幸照監督である。幾多の名選手を生み出した名匠のもと高校の三年間、地元堺を離れ下宿生活をおくる。高校三年間で数々の成績を残すが、気性の荒い性格が災いして失格になることもあった。

## 戦績
- 1997年 近畿大会　優勝
- 1997年 全国高校総体　優勝
- 1998年 近畿大会　優勝
- 1998年全国高校選抜　優勝
- ジュニアオリンピック受賞